# 各国の医療
この項目では各国の医療（かっこくのいりょう）について記述する。 

## 各国別の一覧

### アジア
- インドの医療
- ウズベキスタンの医療
- 韓国の医療
- シンガポールの医療
- タイの医療
- 台湾の医療
- 日本の医療
- モンゴル国の医療
- ロシアの医療

### アフリカ
- ガーナの医療

### アメリカ
- カナダの医療

### オセアニア
- オーストラリアの医療
- ニュージーランドの医療

### ヨーロッパ
- アイルランドの医療
- イギリスの医療
- イタリアの医療
- オランダの医療
- スイスの医療
- スウェーデンの医療
- デンマークの医療
- ドイツの医療
- ノルウェーの医療
- フィンランドの医療
- フランスの医療
- ベルギーの医療
- ロシアの医療